# Хёрсон, Мартин
Эдвард Мартин Хёрсон (англ. Edward Martin Hurson; 13 сентября 1956 — 13 июля 1981) — повстанец Ирландской республиканской армии, военнослужащий Восточно-Тиронской бригады, умерший во время голодовки 1981 года в тюрьме Мэйз.

## Биография

### Ранние годы
Уроженец местечка Каппа в графстве Тирон. Один из девяти детей Джонни и Мэри-Энн Хёрсон. Учился в начальной школе Кросскавана в Галбэлли и средней школе Святого Патрика (там же). Работал после школы сварщиком, пока не переехал в Англию к своему брату Фрэнсису и не устроился в магазине стройматериалов. В конце 1974 года с братом вернулся на родину и прибыл в Бундоран (графство Донегол), где вступил в ИРА и приступил к физическим тренировкам и обучению обращения с вооружением.

### Служба в ИРА
В ноябре 1976 года Хёрсон, состоявший в Восточно-Тиронской бригаде ИРА, был арестован вместе с другими активистами ИРА: Кевином О’Брайаном, Дермотом Бойлом, Питером Кейном и Пэтом О’Нилом. Хёрсона обвинили в совершении трёх терактов, связанных с установкой противопехотных мин: в сентябре (Каппа) и ноябре 1975 года (Галбэлли) и в феврале 1976 года (Реклэйн). Пострадали некоторые служащие Королевской полиции Ольстера и Ольстерского оборонного полка. Суммарно Хёрсон получил 40 лет тюрьмы за все преступления.

### В тюрьме
Находясь в тюрьме, он заключил помолвку со своей давней подругой Бернадетт Доннелли. Заочно он принял участие в выборах в парламент Ирландии от графств Лонгфорд и Уэстмит, набрав 10,1 % голосов. Вскоре он стал участником одеяльного протеста, а 28 мая присоединился ко всеирландской голодовке, заменив отказавшегося из-за  прободения язвы желудка Брендана Маклафлина. На 40 день голодовки он потерял способность удерживать воду в организме и умер от обезвоживания через 46 дней после её начала, продержавшись меньше других. Незадолго до кончины семья попыталась договориться об оказании ему помощи, но получила отказ: представители тюрьмы заявили, что это может грозить Хёрсону серьёзной психической травмой на всю жизнь.
Память о нём увековечена на кладбище Уэверли в Сиднее на мемориале Ирландских мучеников.